# Saint-Christol-lès-Alès
Saint-Christol-lès-Alès là một xã ở tỉnh Gard. Xã này có diện tích 20,25 km², dân số năm 1999 là 6002 người. Khu vực này có độ cao trung bình 134 mét trên mực nước biển.